# Abies beshanzuensis
Espèce
Classification phylogénétique
Statut de conservation UICN

 CR D : 
En danger critique
Abies beshanzuensis (en chinois 百山祖冷杉 Baishanzu lengshan, littéralement « pin du Baishanzu ») est une espèce de sapins (genre Abies), endémique des monts Baishanzu dans la province du Zhejiang en République populaire de Chine.
Abies beshanzuensis se rencontre dans les forêts mixtes à atmosphère humide en Chine du Sud, à une altitude comprise entre 1 400 et 1 800 m d'altitude, dans une aire restreinte au nord-est de Qingyuan.
Abies beshanzuensis a été étudié et décrite pour la première fois en 1976 par le botaniste chinois M.H.Wu. En 2012, il subsiste cinq individus adultes à l'état sauvage situés dans la réserve nationale naturelle de Baishanzu. L'Union internationale pour la conservation de la nature la considère ainsi comme une « espèce en danger critique d'extinction » (CR) et l'a intégrée à une liste des 100 espèces les plus menacées au monde en septembre 2012.

## Taxonomie
Abies beshanzuensis a été considérée comme synonyme de Abies delavayi puis considérée comme une espèce distincte tant du point de vue géographique que morphologique, notamment vis-à-vis d'Abies firma, Abies fabri, Abies kawakamii et Abies homolepis. Parmi ces espèces différentes, Abies beshanzuensis s'approcherait toutefois de Abies firma au sein de la section Momi et sous-section Firmae :
- Abies
  - Section Momi
    - Sous-section Homolepoides
      - Abies homolepis - Sapin de Nikko
      - Abies recurvata - Sapin de Min
      - Abies kawakamii - Sapin de Taiwan

    - Sous-section Firmae
      - Abies firma - Sapin de Momi
      - Abies beshanzuensis - Sapin du Baishanzu

    - Sous-section Holophyllae
      - Abies holophylla - Sapin de Mandchourie
      - Abies chensiensis - Sapin du Chensi
      - Abies pindrow - Sapin argenté
      - Abies ziyuanensis - Sapin du Ziyuan

## Description

### Port et tronc
Abies beshanzuensis se présente sous la forme d'un arbre de 15 m à 30 de haut dont le port à l'âge adulte est celui du pin parasol avec ses branches horizontales. Toutefois aucun spécimen à l'état sauvage ne dépassait les 15 mètres de hauteur en 1988.
Le tronc droit et long peut mesurer jusqu'à 60 cm de diamètre bien qu'aucune spécimen ne possédait un tronc au diamètre supérieur à 25 cm en 1988. L'écorce du tronc est lisse et grise sur les individus juvéniles, écailleuse fissurée plus sombre (gris-noir), dès l'âge de 3 ou 4 ans.

### Feuilles et fruits
Les feuilles sont droites et mesurent de 2.5 à 3,5 mm de largeur pour 10 à 40 mm de longueur. D'une couleur vert foncé et luisant sur le dessus, plus pâle sur le dessous, elles sont disposées en spirale, ne présentent aucun stomate mais possèdent deux bandes de 10 à 12 lignes stomatales de couleur argentée. La pointe de la chaque feuille, ou apex, est échancrée.
Les cônes mâles issus d'un bourgeon latéral composés de microsporophylle rouges et situés dans l'aisselle de la feuille, sont de couleur jaune, mesurent de 20 à 25 mm et comportent des microsporophylles rouges.

## Reproduction
La pollinisation a lieu en mai et la maturité des graines d'octobre à novembre.

## Distribution et habitat

Carte de répartition de Abies beshanzuensis en République populaire de Chine

### Distribution
L'espèce est endémique des monts Baishanzu (百山祖 en chinois), au sud-ouest de la province du Zhejiang en République populaire de Chine.

### Habitat
L'espèce se développe en climat maritime aux étés chauds et des hivers frais et humides avec des précipitions avoisinant les 1 250 mm. Il partage son habitat avec des arbres latifoliés (Castanopsis, chênes, érables, Fagus lucida, Magnolia cylindrica et Lithocarpus hancei) et conifères (dont Cryptomeria japonica, Tsuga chinensis, Cephalotaxus sinensis et Taxus sumatrana).

## Abies beshanzuensiset l'Homme

### Menaces
Abies beshanzuensis est considérée comme en danger critique d'extinction par l'Union internationale pour la conservation de la nature (UICN) et est considérée comme l'une des cent espèces les plus menacées dans le rapport Worthless or Priceless présenté le 11 septembre 2012 par la Commission de sauvegarde des espèces (CSE) de l'UICN et la Société zoologique de Londres (ZSL) au cours du congrès mondial de la nature de l’UICN qui a eu lieu en Corée à Jéju.
L'espèce est menacée d'extinction en raison du nombre restreint d'individus recensés à l'état sauvage, cinq en 2012, obérant durablement la régénération naturelle de l'espèce. Le déclin de l'espèce est principalement dû à l'accroissement des surfaces agricoles et aux feux de forêt.
Selon les sources le nombre d'individus à l'état sauvage a peu fluctué depuis sa découverte : 7 spécimens à sa découverte en 1963, dont trois sont morts une fois transportés au jardin botanique de Pékin, 3 en 1988, et 5 en 2012 selon l'UICN.